# Crise politique canadienne de 2008

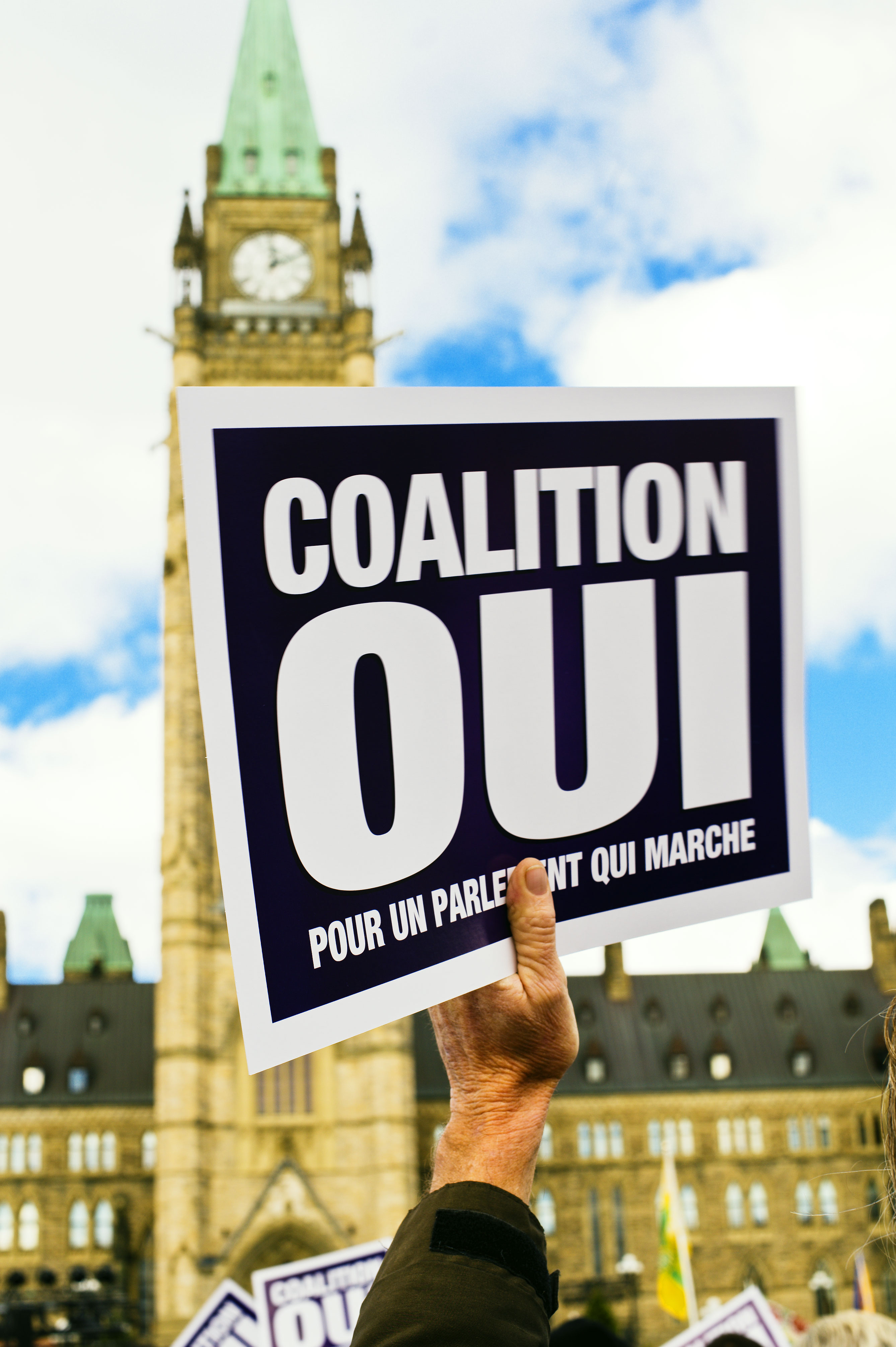
Une manifestation pour le renversement du gouvernement sur la colline du Parlement.

La crise politique canadienne de 2008, qui a duré environ une semaine, soit du 27 novembre au 4 décembre 2008, concernait la tentative de renversement du gouvernement fédéral conservateur du Canada par une alliance des partis d’opposition (libéraux, néo-démocrates et bloquistes), six semaines après les dernières élections. Elle a soulevé la question de la légitimité et de la constitutionnalité d’une éventuelle décision de la gouverneure générale qui irait à l’encontre de l’avis du premier ministre. La crise s’est finalement réglée par la prorogation du parlement, demandée par le premier ministre et accordée par la gouverneure générale.

## Contexte
Pour la première fois depuis l’affaire King-Byng en 1926, le gouvernement du Canada doit faire appel au représentant de la Couronne canadienne, la gouverneure générale Michaëlle Jean, pour arbitrer une dispute touchant à la gouvernance du pays.
À l’issue de l’élection générale du 14 octobre 2008, le Parti conservateur du Canada, qui formait le gouvernement sortant, n’a obtenu que 143 des 308 sièges (46 % des sièges), le plaçant en situation de gouvernement minoritaire.
| Parti | Parti                           | Chef                            | Sièges | Sièges      | Sièges | Sièges | Voix      | Voix   | Voix  |
| Parti | Parti                           | Chef                            | 2006   | Dissolution | 2008   | Diff.  | Nombre    | %      | Diff. |
| ----- | ------------------------------- | ------------------------------- | ------ | ----------- | ------ | ------ | --------- | ------ | ----- |
|       | Parti conservateur              | Stephen Harper                  | 124    | 127         | 143    | + 19   | 5 205 334 | 37,6 % | + 1,4 |
|       | Parti libéral                   | Stéphane Dion                   | 103    | 95          | 77     | − 26   | 3 629 990 | 26,2 % | − 3,9 |
|       | Bloc québécois                  | Gilles Duceppe                  | 51     | 48          | 49     | − 2    | 1 379 565 | 10,0 % | − 0,5 |
|       | Nouveau Parti démocratique      | Jack Layton                     | 29     | 30          | 37     | + 8    | 2 517 075 | 18,2 % | + 0,7 |
|       | Indépendant/Aucune appartenance | Indépendant/Aucune appartenance | 1      | 3           | 2      | + 1    | 89 524    | 0,7 %  | + 0,1 |

Conformément à la convention constitutionnelle en vigueur au Canada, la gouverneure générale Michaëlle Jean demande au chef du Parti conservateur du Canada de former le gouvernement. 
Le 27 novembre 2008, le ministre des Finances conservateur, Jim Flaherty, dépose en Chambre une « mise à jour économique » comportant trois éléments aussitôt dénoncés par les partis d’opposition. Ceux-ci annoncent qu’ils voteront contre, ce qui précipiterait la chute du gouvernement, six semaines seulement après les dernières élections. La crise politique est déclenchée.

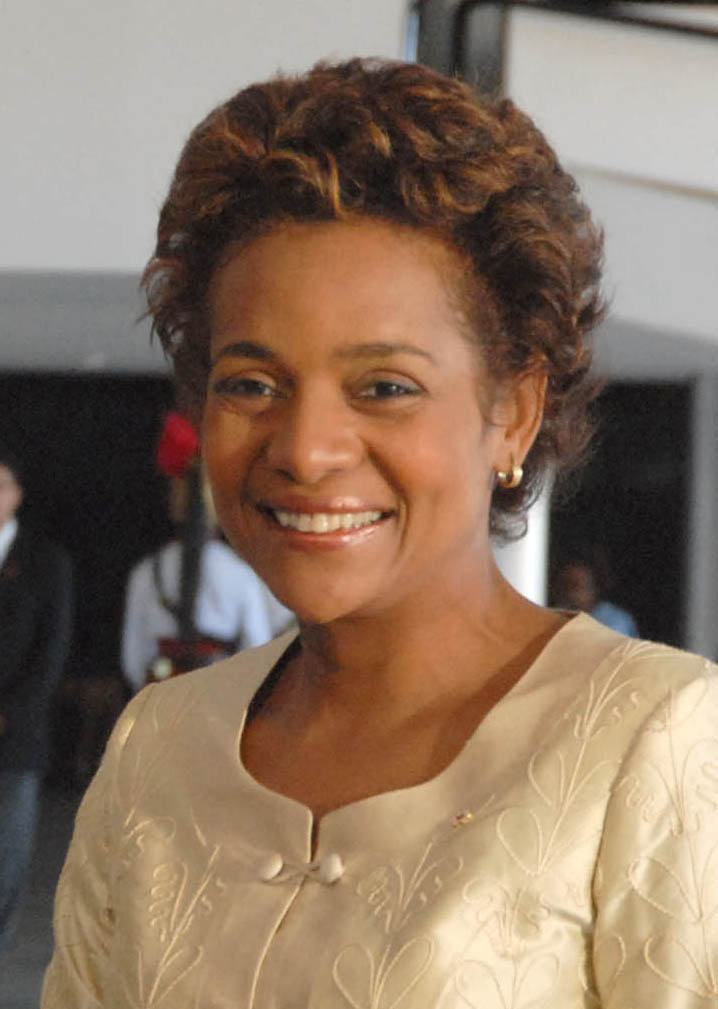
Michaëlle Jean, gouverneure générale.
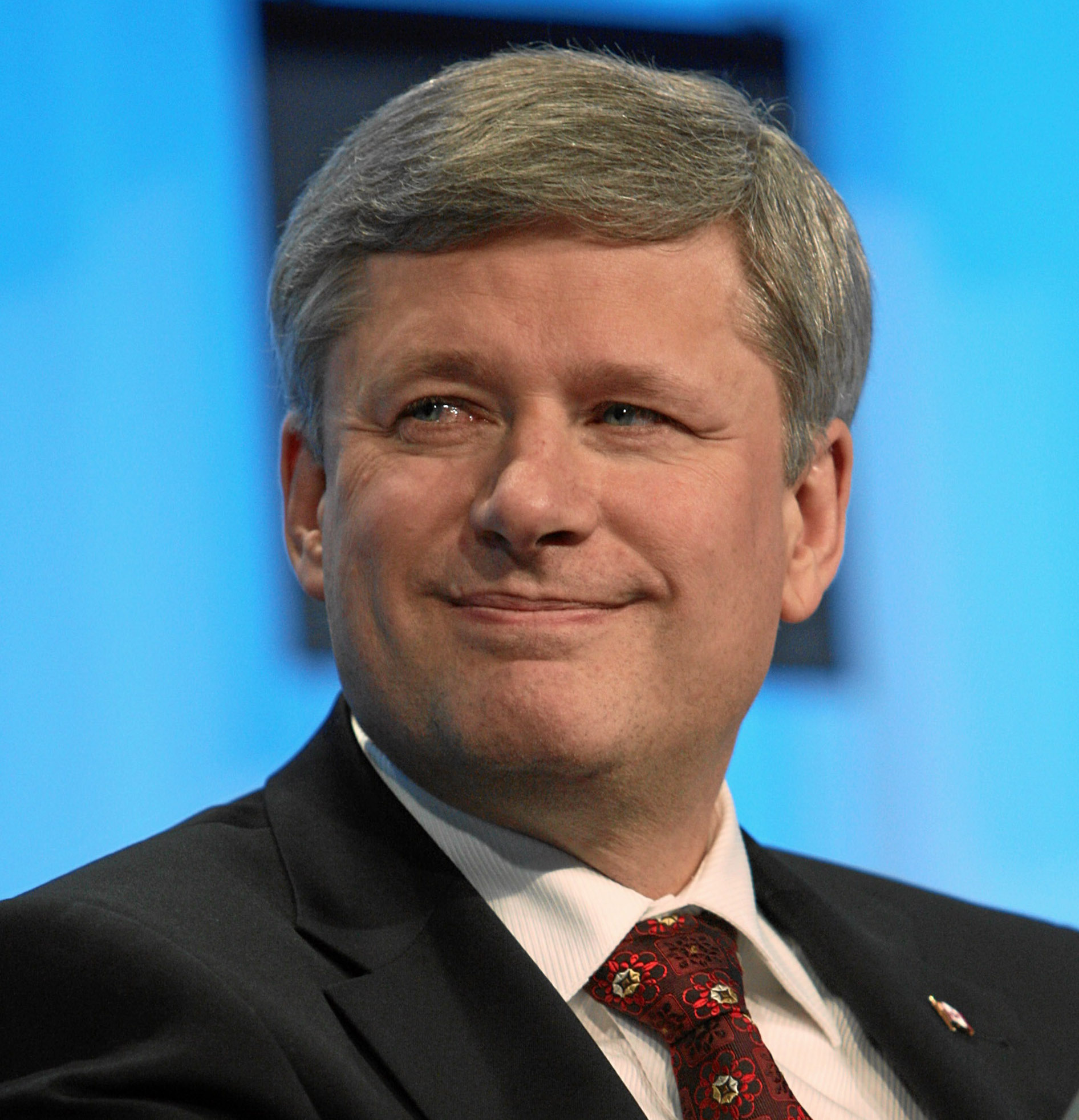
Stephen Harper, premier ministre.
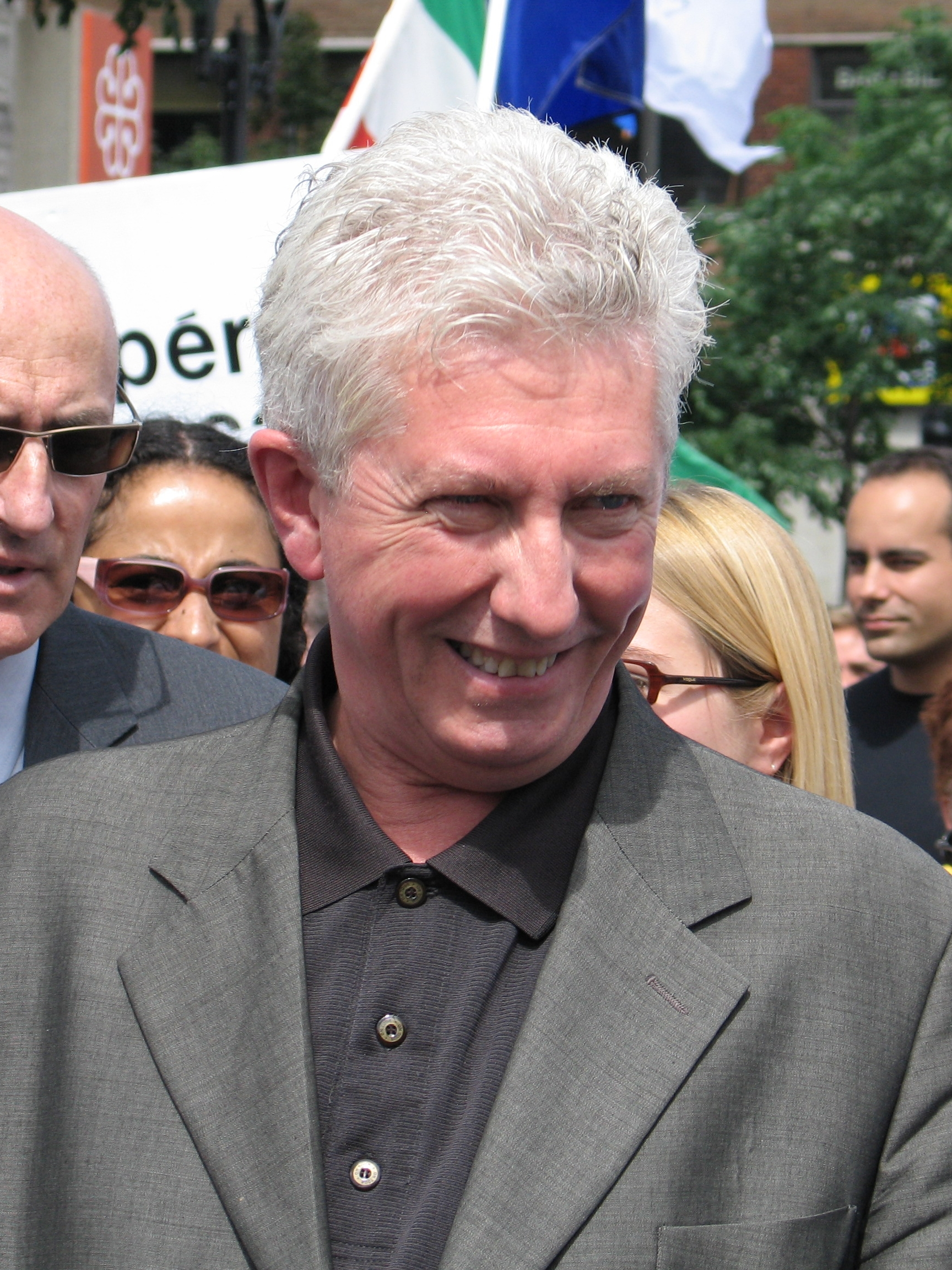
Gilles Duceppe, chef du Bloc québécois.
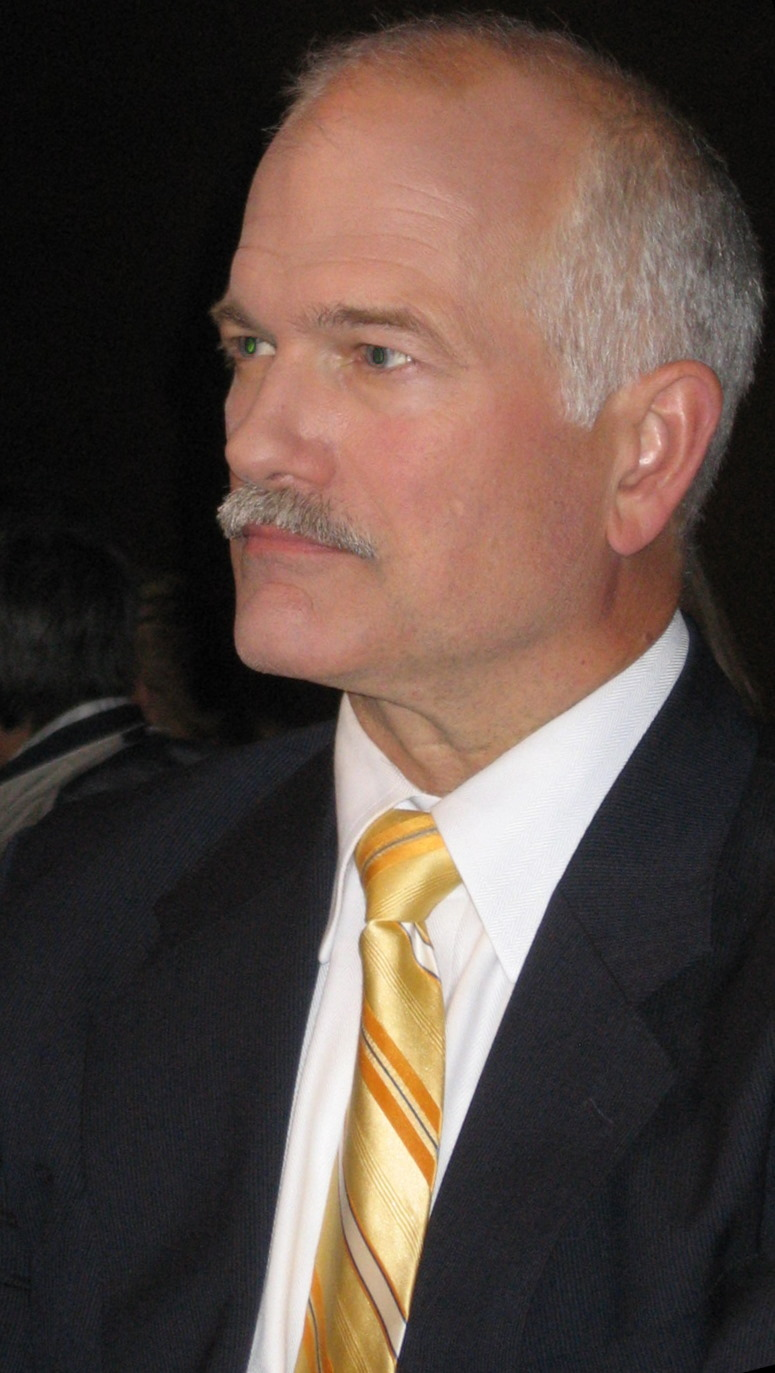
Jack Layton, chef du NPD.

## Mesures controversées
- Abolition du droit de grève pour les fonctionnaires fédéraux
- Abolition du financement public aux partis politiques
- Mesures de stimulation de l’économie (jugées insuffisantes par les partis d'opposition)

## Déroulement de la crise

Répartition des sièges à l’issue de l’élection fédérale du 14 octobre 2008

Le 28 novembre, le premier ministre Harper se donne une semaine de sursis et reporte au 8 décembre le vote de confiance à la Chambre des Communes sur l’énoncé budgétaire de son gouvernement, qui devait avoir lieu le 1er décembre. 
Le 29 novembre, le gouvernement annonce son intention de renoncer à couper le financement public aux partis politiques. Les partis d’opposition affirment que cela ne changera rien à la donne, que l’opposition a perdu confiance dans le gouvernement et qu’elle le renversera comme prévu.
Le 1er décembre 2008, les trois partis d’opposition signent une entente de gouvernement qu’ils soumettent à la gouverneure générale. Par cette entente, l’opposition propose de former un Cabinet de 24 ministres et de répartir les ministères entre le Parti libéral (17) et le Nouveau Parti démocratique (7). Ce dernier s’engage à ne pas renverser ce gouvernement de coalition pendant 30 mois. Le Bloc québécois, dont le principal objectif est l'indépendance du Québec, n’a pas demandé de ministère, mais s’est engagé à soutenir le gouvernement de coalition pendant 18 mois.
Le 3 décembre au soir, le premier ministre Stephen Harper s'adresse à la nation dans un discours solennel.
Le 4 décembre, Stephen Harper demande à la gouverneure générale de proroger la session parlementaire. Cette demande lui est accordée et le parlement reviendra siéger le 26 janvier 2009 avec la déposition du budget le 27 janvier.

## Prorogation de la session parlementaire
En période de prorogation (ou d’intersession), le premier ministre, les ministres et secrétaires parlementaires conservent leur charge et tous les députés conservent leurs pleins droits et privilèges. La principale incidence de la prorogation mettant fin à une session est de mettre fin à tous les travaux parlementaires. Tous les projets de loi déposés pendant la session et qui n’ont pas reçu la sanction royale cessent d’exister ; les travaux des comités cessent. Ainsi, aucun comité ne peut siéger durant une prorogation.

## Crise de leadership au sein du Parti libéral
À l’issue de l’élection générale du 14 octobre 2008, le Parti libéral n’ayant obtenu que 26 % des voix et 77 députés, le pire résultat de ce parti depuis la confédération en 1867, son chef, Stéphane Dion, a rapidement vu son leadership contesté au sein de son parti. Quelques jours plus tard, il a annoncé son départ comme chef. Michael Ignatieff est choisi pour le remplacer par intérim en attendant de voir son leadership confirmé, ce qui a lieu lors d’une convention à Vancouver le 2 mai 2009. Une course à la succession de Stéphane Dion aurait dû avoir lieu, le vote se tenant le 2 mai, mais Dominic LeBlanc et Bob Rae s’étant tous deux désistés, la convention a simplement couronné officiellement Ignatieff à la tête du parti.